# مجدل سلم
[بحاجة لدقة أكثر]مجدل سلم هي بلدة لبنانية، من بلدات جبل عامل، وبعد إعلان الكيان اللبناني، أصبحت تتبع إدارياً إلى منطقة الجنوب اللبناني، محافظة النبطية، قضاء مرجعيون.
تقع على تخوم وادي السلوقي الشهير، والذي يعد مانعاً طبيعياً في الاستراتيجيا، لذلك كان له نصيب من المعارك في كل الحروب والغزوات التي شهدتها المنطقة.
تعد عقدة مواصلات ونقطة وصل مركزية بحيث تربط قضائي مرجعيون وبنت جبيل، بالإضافة إلى اتحادي بلديات جبل عامل والقلعة؛ وللبلدة 7 مداخل رئيسية معبدة.
متوسط ارتفاعها عن مستوى سطح البحر 650 متر.

## الموقع
يحد مجدل سلم البلدات التالية:
1. من الشمال بلدة قبريخا
2. من الجنوب والغرب شقرا وصفد البطيخ والجميجمة وخربة سلم
3. من الشرق بلدة حولا

## المساحة
1. تبلغ مساحتها 42000 دونم.
2. تبعد مجدل سلم 111 كلم عن بيروت عاصمة لبنان

## معنى الاسم
معناها اللغوي يعني القصر أو البرج أو مجموعة من الناس كما ورد في القاموس الحديث.

## تاريخها
تاريخ المنطقة مجهول حتى الفتح العربي، الا انها كانت ما هي له اليوم أيام حصار الاسكندر لمدينة صور 323 ق.م، نستدل على ذلك من اثارها والاعمدة والمدافن الرومانية والبيزنطية الحجرية والكتابات المنتشرة في بقاع كثيرة منها.
اختبأ فيها الأميران ملحم وحمدان، ولدا الأمير يونس المعني، عام 1633م. كما وقع فيها الشيخ ظاهر نصّار الوائلي ومات ودفن هناك سنة 1770م.
وجرت معركة وادي الحجير عام 1943م بين الجيش الفرنسي (الحلفاء) والألماني (المحور) في الحرب العالمية الأولى، من بقاياها المغاور المنتشرة في بقاع القرية.

## آثارها
تتميز بمياهها الجيرية ومغاورها الأثرية والملولي والقلواني والغردلي حيث الاحراج المتنوعة غرباً واودية نحلة التي تفصل قضائي بنت جبيل ومرجعيون والسكيكة والإسطبل حيث يوجد قلعة دوبي الأثرية. وبالقرب من مجدل سلم وادي السلوقي التي كانت الحد الفاصل بين الدولة العربية الجنوبية والدولة الصليبية الشمالية.
من ابرز معالمها الأثرية المسجد الغربي،الذي رغم الحرب الأخيرة تضرر جزئيا لكنه عاد للخدمة بفضل جيران المسجد، كان قديماً كنيسة تعود إلى العهد البيزنطي نستدل على ذلك من خلال الصلبان وبعض التوابيت التي ما زالت موجودة حتى الآن. وتدور حول هذا المسجد أقوال عن حوادث غريبة حصلت وتحصل حتى يومنا هذا، والأغرب من هذا كله، ان كل من حاول بناء هذا المسجد أدركه الموت.
ويوجد في الجهة الشرقية لمجدل سلم نيزك -لم يحدد تاريخ سقوطه- وهو ما يعرف اليوم بـ«قلعة القط».
وتتميز الجهة الغربية لمجدل سلم بوجود شجرة «الخياطة» نسبة لعمرها الذي يعود لمئات السنين، ولكن للأسف تضرر جزء كبير منها في العدوان الأخير على الجنوب 

## السكان والعوائل
1. يبلغ عدد السكّان المسجّلين في مجدل سلم 13875 نسمة. في الانتخابات الأخيرة عام 2004 م، كان في مجدل سلم 6542 منتخب مسجل ومنهم 3605 منتخب فعليّ.
2. عائلاتها: مرعي - زهوي. ياسين. علاء الدين.ملحم. سيف الدين. حرز. عرندس. سلوم. نور الدين. خيرالدين. سلمان. الحاج. حانيني. أحمد. هاشم. رحال. أبو طعّام - السيد حسين - السيد إبراهيم. شمس الدين. الأمين. بابير. زين. تحفي. عواركه. فرحات. زهوة. رسلان. زين الدين. صبرا. مزنر - عواضة - خير - حلاوي -حمادي- حجازي -ناصر - المعاز - عواله
3. يتألف مجلس بلديتها من 15 عضواً.
4. فيها خمسة مخاتير.

## المرافق الاقتصادية
يوجد في البلدة بعض المؤسسات الصناعية الخفيفة بالإضافة إلى جمعية زراعية وعدد من المحلات التجارية داخل البلدة.

## الجمعيات والاندية
1. جمعية الزهراء (ع) للأعمال الخيرية والثقافية، والتي تتولى شؤون إحياء مراسم عاشوراء في البلدة.
2. جمعية بيادر الخير الاجتماعية الثقافية.
3. مشروع رحماء للتكافل الاجتماعي.
4. مؤسسات السيد أحمد شوقي الأمين (ره).
5. الجمعية التعاونية الزراعية لمجدل سلم وجوارها.
6. جمعية نحالي جبل عامل.
7. جمعية ليال الإنسانية.
8. نادي شهداء مجدل سلم الشعبي الرياضي.
9. الجمعية التعاونية لتصنيع وتسويق المنتجات الزراعية والحرفية في مجدل سلم وجوارها.
10. جمعية التعاون والتطوير لبلدة مجدل سلم.
11. جمعية الإرشاد والتوجيه الصحي.
12. الجمعية التعاونية السكانية في مجدل سلم.
13. جمعية كشافة الإمام المهدي (عج). فوج المنتظر
14. جمعية كشافة الرسالة الإسلامية فوج الامام المهدي.

## الـمـدارس
1. المدارس الخاصة: مدرسة الامين - مدرسة الغدير
2. المدارس الرسمية: المدرسة الرسمية الابتدائية - الثانوية الرسمية

## المرافق الصحية

### المستوصفات
1. مستوصف الامام زين العابدين
2. مستوصف الإنعاش الاجتماعي

## النشاط التجاري
يقام في البلدة سوق نهار الأحد الأسبوعي.

## المشاكل البيئية والاجتماعية
1. يتم جمع النفايات يومياً وتٌرحل إلى معمل الفرز في بلدة قبريخا.
2. لا يوجد صرف صحي في البدة، ويتم التخلص من المياه المبتذلة بواسطة الجور الصحية.
3. أما الطرقات فوضعها غير مرضي وتحتاج إلى تأهيل.

## نشاطات البلدية التنموية
1. زراعة أكثر من ستة آلاف غرسة في البلدة.
2. أصبحت الإنارة شبه مكتملة في غالبية الشوارع والطرقات.

## المياه في البلدة
مصادر المياه هي:
1. نهر الليطاني عبر مشروع الطيبة.
2. الأبار الإرتوزية (بئر وادي المغارة، وبئر وادي السلوقي).
3. مياه نهر الوزاني.

## وضع الكهرباء
- ان وضع شبكة الكهرباء شبه جيد وتحتاج إلى تعديل.
- تقوم البلدية بتغذية البلدة بالكهرباء عبر المولدات خلال فترة تقنين الكهرباء الحكومية.

## حاضرة آل البيت عليهم السلام
تزخر كتب السير التاريخية بالعلماء الذين ولدوا أو انتقلوا للعيش في بلدة مجدل سلم ومن هؤلاء كان "جمال الدين ابن الحسام" الفقيه المعروف ووالده، الشيخ "مهدي شمس الدين" ومعه تحولت البلدة إلى حوزة علمية ولكنها توقفت عن العمل مع رحيل الشيخ، وقد تخرج منها كبار علماء الشيعة كالسيد محسن الأمين" والشيخ "محسن شرارة" والشيخ "حسن الحسيني الحبوشي" والسيد "جواد الحسيني العيثاوي"؛ الشاعر والأديب الشيخ "علي مهدي شمس الدين"، وهذا الوجود للعلماء والأدباء أو للمدرسة الدينية كان له الأثر الكبير في تعميق تدين أهل البلدة.
سبق وتحدثنا عن الدخول المبكر للتشيع إلى المنطقة والبلدة، وقد وصل متواتراً إلينا الإحياءات الصاخبة والمتمردة، خاصة عندما يتعلق الأمر  بحادثة عاشوراء، وقد تطورت هذه الشعائر وأصبح محطة رئيسية سنوية في البلدة عبر عمل فني بمسرح مفتوح، يتوافد المحبون والموالون لحضور مسرحية «واقعة الطف» التي تجسد ما جرى على سبط النبوة الإمام الحسين عليه السلام يوم عاشوراء؛ وتعيش البلدة حيوية خاصة عبر مشاركة جميع أطياف البلدة بإحياء هذا اليوم المتميز، إن لم يكن بالمشاركة المباشرة في المسرحية، يكون بالاستقبال اللائق لضيوف البلدة وإمامها أبي الضيم عليه السلام؛ حتى اكتسبت وبتوفيق من رب العالمين ولطفه، أن تحمل اسمه، فأصبحت «حاضرة الإمام الحسين عليه السلام».

## من علماء مجدل سلم
- جمال الدين ابن الحسام

(1)الشيخ مهدي آل شمس الدين (متوفي): وكان له فيها مدرسة دينية خرّجت العديد من العلماء.
(2)الشيخ يوسف علي ياسين، .
(3)السيدأحمد شوقي الأمين، قاضي شرعي .
(4)الشيخ علي ياسين: رئيس لقاء علماء صور وامام البلدة 
(5)الشيخ جهاد فرحات.
(6)الشيخ احمد يوسف زهوي.
(7)الشيخ علي حسين سلوم.
(8)الشيخ حسين زين الدين.
(9)الشيخ ناجي فرحات.
(10)السيد علي ناصر علاء الدين الحسيني.
(11)قارئ العزاء السيد أيمن أبو طعّام.
(11) علي مهدي شمس الدين

## عاشوراء في مجدل سلم
من الأعراف السائدة في بلدة مجدل سلم في كل عام تمثيل واقعة عاشوراء بمسرحية وهي من تنظيم جمعية الزهراء للأعمال الخيرية والثقافية التي يرأسها امام البلدة فضيلة الشيخ علي ياسين. وقد أصبحت مقصدا للكثير من القرى المجاورة لمشاهدتها.

## الوصلات الخارجية
1. موقع مجدل سلم - MajdalSelem.org نسخة محفوظة 7 نوفمبر 2017 على موقع واي باك مشين.